# Auguste Jacques Nicolas Peureux de Mélay
Auguste Jacques Nicolas Peureux de Mélay, né le 10 septembre 1777 à Paris et mort en mer en 1835, est un officier de Marine et administrateur colonial français.

## Biographie
Il participa à l'expédition vers les Terres australes que conduisit Nicolas Baudin au départ du Havre à compter du 19 octobre 1800. Embarqué à bord du Géographe en tant qu'aspirant de première classe, il est laissé malade à l'île de France en avril 1801. 
Il est promu capitaine de frégate le 12 juillet 1808 puis capitaine de vaisseau le 30 juin 1819 et enfin contre-amiral en 1833.
En 1818, il est chargé d'établir un poste militaire sur le Haut-Sénégal et édifie le fort de Bakel,.
Au cours de sa carrière à la mer, Peureux de Mélay commande le brick Le Zéphyr (1815), le vaisseau de 74 canons le Jean-Bart (1821) et la frégate La Médée (1826). Sur cette dernière, il assure le commandement de la division navale française en station au Port-au-Prince.
Il est fait chevalier de Saint-Louis le 27 septembre 1814 et nommé Commandeur de la Légion d'honneur le 29 octobre 1826.
Il fut par la suite gouverneur-général de l'Inde française entre le 11 avril 1829 et le 3 mai 1835, et mourut en mer lors de son voyage de retour vers la métropole.